# Resolució 2243 del Consell de Seguretat de les Nacions Unides
La Resolució 2243 del Consell de Seguretat de les Nacions Unides fou adoptada per unanimitat el 14 d'octubre de 2015. El Consell va ampliar el mandat de la Missió d'Estabilització de les Nacions Unides a Haití (MINUSTAH) durant un any fins al 15 d'octubre de 2016.

## Contingut
La primera volta de les eleccions parlamentàries el 9 d'agost de 2015 s'havia celebrat en calma relativa, tot i que hi havia hagut incidents violents esporàdics. La situació de seguretat al país s'havia mantingut estable durant l'últim any. No obstant això, les forces de seguretat havien de millorar encara més. Les bandes delictives continuaven cometent crims greus arreu del país contra els nens, i la violència sexual era habitual.
La situació humanitària a Haití s'havia deteriorat. Per exemple, hi havia escassetat d'aliments a causa de la sequera entre març i juny de 2015. També hi havia més de 60.000 desplaçats interns, que estaven desnodrits i amb molt poc accés a l'aigua i al sanejament. No hi havia fons per portar a aquestes persones serveis bàsics o subsidis d'habitatge. A més, el país també havia patit una epidèmia de còlera.
El mandat de la MINUSTAH a Haití es va estendre fins al 15 d'octubre de 2016. El nombre de militars va romandre en 2.370 efectius i el d'oficials en 2.601. El Consell planejava retirar la força de pau i reemplaçar-la amb una nova missió per seguir ajudant al govern d'Haití.